# Akçakışla, Şarkışla
Akçakışla là một thị trấn thuộc huyện Şarkışla, tỉnh Sivas, Thổ Nhĩ Kỳ. Dân số thời điểm năm 2011 là 990 người.